# 卡里索
卡里索，是西班牙卡斯蒂利亚-莱昂莱昂省的一个市镇。 总面积42平方公里，2001年普查人口總數為2747人，人口密度為每平方公里65人。